# PAC-Match Party
『PAC-Match Party』（パック マッチ パーティー）は、2010年6月24日にNamco Networks America Inc.（バンダイナムコゲームスのアメリカ子会社）から発売された iOS用パズルゲーム（マッチ3ゲーム）。パックマン30周年記念作品のひとつ。

## 概要
iPhone / iPod touch版は8×5、iPad版（PAC-Match Party HD）は8×10のタイルに敷き詰められたモンスターやギフト（プレゼントボックス）、ケーキ、チェリーといったキャラクターを3つ以上並べて消していく。キャラクターが消せなくなった場合は配置がシャッフルされる。
キャラクターとタイルは別のレイヤーとなっており、プレイヤーが動かせるのはキャラクターのみである。キャラクターを消すと下にあるタイルも消せるが、同じ場所ばかりでキャラクターを消していてもレベルクリアにはならない（画面上のタイルをすべて消すと次のレベルに進める）。全30レベル。
パズルの周囲にはパックマンとモンスター、ドットが描かれており、パズル内のキャラクターを消すことでパックマンが進む仕掛けとなっており、時間経過で進むモンスターに追いつかれるとミスとなる。途中に配されているケーキをパックマンが食べるとパズル内のケーキも連動して消え、パズルの配置に変化が生じる。

### アイテム
ギフトを並べて消すと得られるアイテムは画面右側に6つまでストックされ、任意に使用できる。
パックマン
パワーエサを食べた状態のパックマンを配置し、一筆書きでマスを消せる。イジケモンスターが連続した場合は200点から1600点まで増える。
スクランブル
キャラクターの配置を並べ替える。
矢印
縦、横、十字があり、それぞれ任意の列のマスを消すことが出来る。
チェリー爆弾
選んだマスと同じ柄のマスが全て消える。
タイル爆弾
3×3の範囲のマスを爆破する。